# バンダルスリブガワン中心業務地区
バンダルスリブガワン中心業務地区（バンダルスリブガワンちゅうしんぎょうむちく、英語: Downtown Bandar Seri Begawan）は、ブルネイ・ダルサラーム国の首都であるバンダルスリブガワンの中央に位置する中心業務地区である。人口は1990年時点で約27,000人、2009年には約70,000人に増加した。バンダルスリブガワン中心業務地区は、ボルネオ島有数の人口規模を持つ地区である。また、この街のスカイラインやカンポン・アイールの風景から「東洋のベニス」と呼ばれる。ここには、ボルネオ島内で第3位の高さを有する超高層建築物・ブルネイ財務省ビルのほか、50～70mの高層ビルが5棟建ち並ぶ。